# سرگی کیسلیتسیا
سرگی اولهویچ کیسلیتسیا (اوکراینی: Сергій Олегович Кислиця ; زاده ۱۵ اوت ۱۹۶۹) یک دیپلمات حرفه ای اوکراینی است که از سال ۲۰۲۰ به عنوان سفیر فوق‌العاده و تام‌الاختیار اوکراین و نماینده دائم اوکراین در سازمان ملل خدمت می‌کند. او پیشتر معاون وزیر امور خارجه اوکراین (۲۰۱۴–۲۰۲۰) بود.

## سنین جوانی و تحصیل
سرگی کیسلیتسیا در ۱۵ اوت ۱۹۶۹ در کی‌یف، اوکراین متولد شد. کیسلیتسیا با مدرک کارشناسی ارشد حقوق بین‌الملل از دانشگاه ملی تاراس شوچنکو کیف فارغ‌التحصیل شد. او به زبان‌های اوکراینی، انگلیسی، روسی، اسپانیایی و فرانسوی مسلط است.

## پیشینه کاری
کیسلیتسیا کار خود را در دیپلماسی بین‌المللی به عنوان کارآموز در وزارت خارجه اوکراین آغاز کرد. در طول هشت سال پس از آن، کیسلیتسیا چندین نقش دیپلماسی را بر عهده داشت، از جمله: دستیار ویژه معاون، معاون وزیر امور خارجه اوکراین. رئیس بخش شورای اروپای وزارت امور خارجه اوکراین؛ دبیر اول (سیاسی)، دستیار ویژه سفیر اوکراین در بلژیک، هلند و لوکزامبورگ و نمایندگی اوکراین در ناتو. نقطه تماس اتحادیه اروپا-اوکراین (بروکسل)؛ رئیس ستاد وزیر امور خارجه اوکراین؛ مشاور ارشد وزیر امور خارجه، گروه رایزنی و سفیران وزارت امور خارجه اوکراین.
در سال ۲۰۰۱، کیسلیتسیا رایزن سیاسی سفارت اوکراین در واشینگتن دی‌سی و سپس وزیر مشاور سیاسی سفارت شد.
در سال ۲۰۰۶ کیسلیتسیا به عنوان مدیر کل سازمان‌های بین‌المللی در وزارت خارجه اوکراین گمارده شد.
کیسلیتسیا در سال ۲۰۱۴ به عنوان معاون وزیر امور خارجه اوکراین منصوب شد. او تا زمانی که در سال ۲۰۱۹ به عنوان نماینده دائم اوکراین در سازمان ملل گمارده شد، در این سمت بود.
در سال ۲۰۲۱ به کیسلیتسیا نشان شایستگی درجه ۳ اعطا شد: بر روی این نشان آمده‌است که وی به دلیل مشارکت شخصی قابل توجه در تقویت همکاری بین‌المللی اوکراین، چندین سال فعالیت دیپلماتیک پربار و حرفه ای بودن بالا شایسته دریافت آن است.

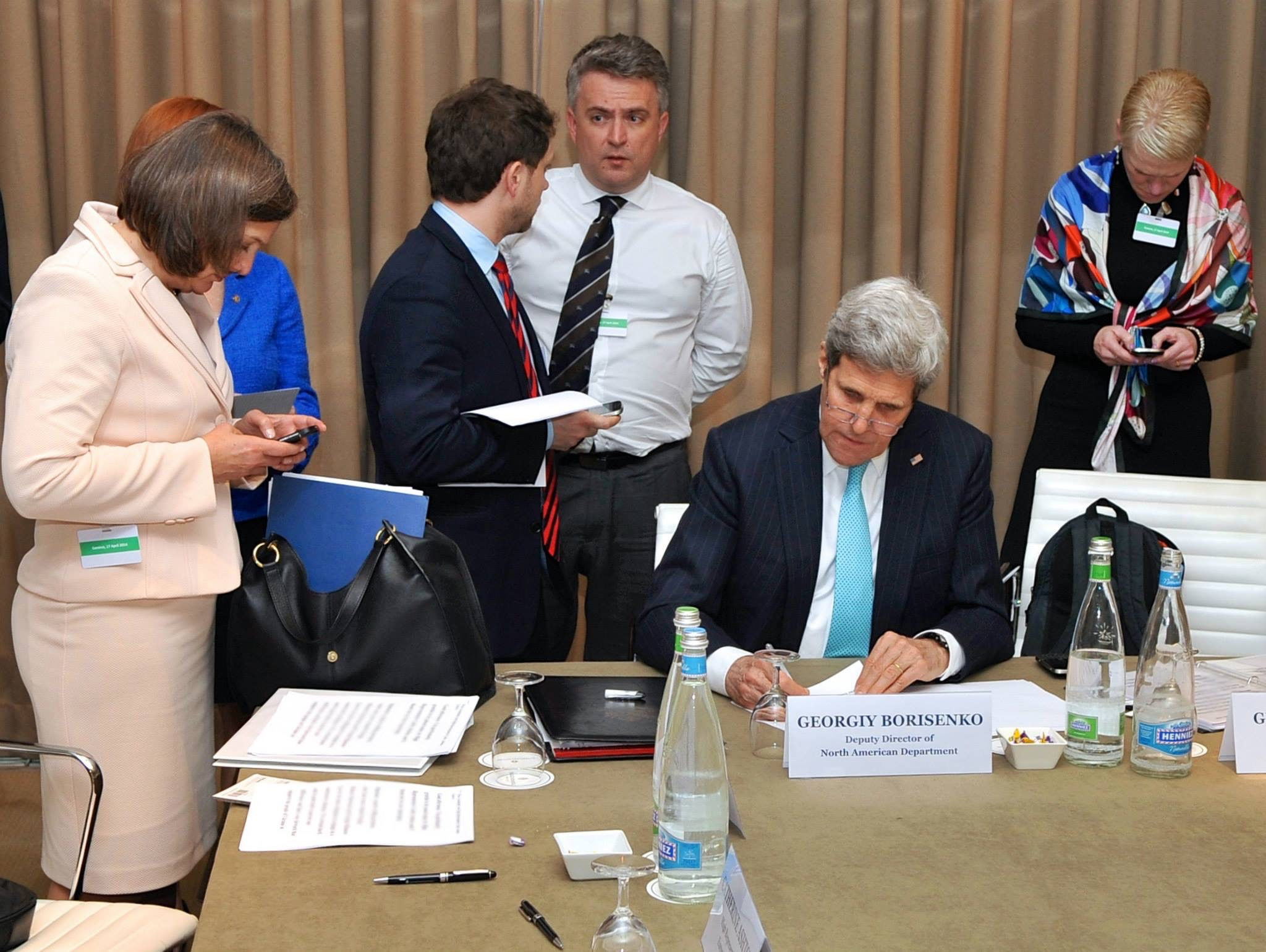
سرگی کیسلیتسیا در مذاکرات ژنو

## حمله به اوکراین در سال ۲۰۲۲
در اوایل سال ۲۰۲۲، کیسلیتسیا با ایراد چندین سخنرانی در رابطه با تهاجم روسیه به اوکراین در سال ۲۰۲۲، از جمله محکوم کردن ولادیمیر پوتین، رئیس‌جمهور روسیه و واسیلی نبنزیا، نماینده روسیه در سازمان ملل متحد، توجه رسانه‌های بین‌المللی را به خود جلب کرد.
در ۲۳ فوریه ۲۰۲۲، رئیس‌جمهور روسیه، ولادیمیر پوتین، از طریق پیام ویدئویی هنگام نشست شورای امنیت، تهاجم به اوکراین را اعلام کرد. کیسلیتسیا از واسیلی نبنزیا، نماینده روسیه خواست تا «بی‌درنگ با لاوروف تماس بگیرد" و "هر کاری ممکن است برای توقف جنگ انجام دهد." پس از اینکه نبنزیا از انجام این کار خودداری ورزید و از واگذاری ریاست شورای امنیت امتناع کرد، کیسلیتسیا به نماینده روسیه گفت که جنایتکاران جنگی به برزخ نخواهند رفت، بلکه "مستقیم به دوزخ " خواهند رفت؛ سخنی که توجه رسانه‌ها را به خود جلب کرد.
هنگامی که از کیسلیتسیا توسط یک خبرنگار در مورد ادعای نبنزیا مبنی بر اینکه عملیات نظامی در اوکراین «جنگ نامیده نمی‌شود» سؤال شد، کیسلیتسیا گفت: «شما از من می‌خواهید لفاظی‌های غریب فردی را تشریح کنم که رئیس جمهورش منشور را نقض می‌کند، رئیس جمهورش اعلام جنگ کرده‌است و بعد مشغول بازی با کلمات شده‌است.»
پیش‌نویس قطعنامه‌ای که توسط ایالات متحده و آلبانی ارائه شده بود در محکومیت تجاوز روسیه در نهایت به دلیل وتوی روسیه شکست خورد. کیسلیتسیا اقدامات روسیه را غیرقابل توجیه و هیئت روسی را غیرقابل اعتماد خواند.
درپی دستور آماده‌باش از سوی پوتین به یگان‌های هسته‌ای کشورش، کیسلیتسیا در ۲۸ فوریه در یک نشست ویژه مجمع عمومی سازمان ملل، گفت: «اگر [پوتین] می‌خواهد خود را بکشد، نیازی به استفاده از زرادخانه هسته ای ندارد. او باید همان کاری را بکند که مردی در برلین در مه ۱۹۴۵ در پناهگاه انجام داد ."

## رتبه دیپلماتیک
- سفیر فوق‌العاده و تام‌الاختیار اوکراین.

## جوایز و افتخارات
نشان شایستگی درجه ۳ (۲۲ دسامبر ۲۰۲۱) - برای مشارکت شخصی قابل توجه در تقویت همکاری‌های بین‌المللی اوکراین، سال‌ها فعالیت دیپلماتیک پربار و حرفه ای بودن بالا.